# Rouvrois-sur-Meuse
Rouvrois-sur-Meuse település Franciaországban, Meuse megyében. Lakosainak száma 195 fő (2022. január 1.). Rouvrois-sur-Meuse Bannoncourt, Lacroix-sur-Meuse, Lamorville és Maizey községekkel határos.

## Népesség
A település népessége az elmúlt években az alábbi módon változott:
| Lakosok száma | 203  | 161  | 154  | 191  | 178  | 196  | 207  | 221  | 210  | 195  |
|               | 1968 | 1982 | 1990 | 2006 | 2013 | 2015 | 2017 | 2019 | 2020 | 2022 |